# Луапула (провинция)
Луапула (англ. Luapula Province) — одна из 10 провинций Замбии, расположена в северной части страны. Административный центр — город Манса. Была названа по названию реки Луапула.

## География
Площадь провинции составляет 50 567 км². Территория Луапулы простирается вдоль восточного берега реки от озера Бангвеулу до озера Мверу, включая территорию самих озёр. Граничит с Северной провинцией (на востоке), с провинцией Мучинга (на юго-востоке) и с ДРК (на западе, северо-западе и юге).

## Население
Население провинции по данным на 2010 год составляет 991 927 человек, представлено преимущественно народами, говорящими на языке бемба.

## Административное деление

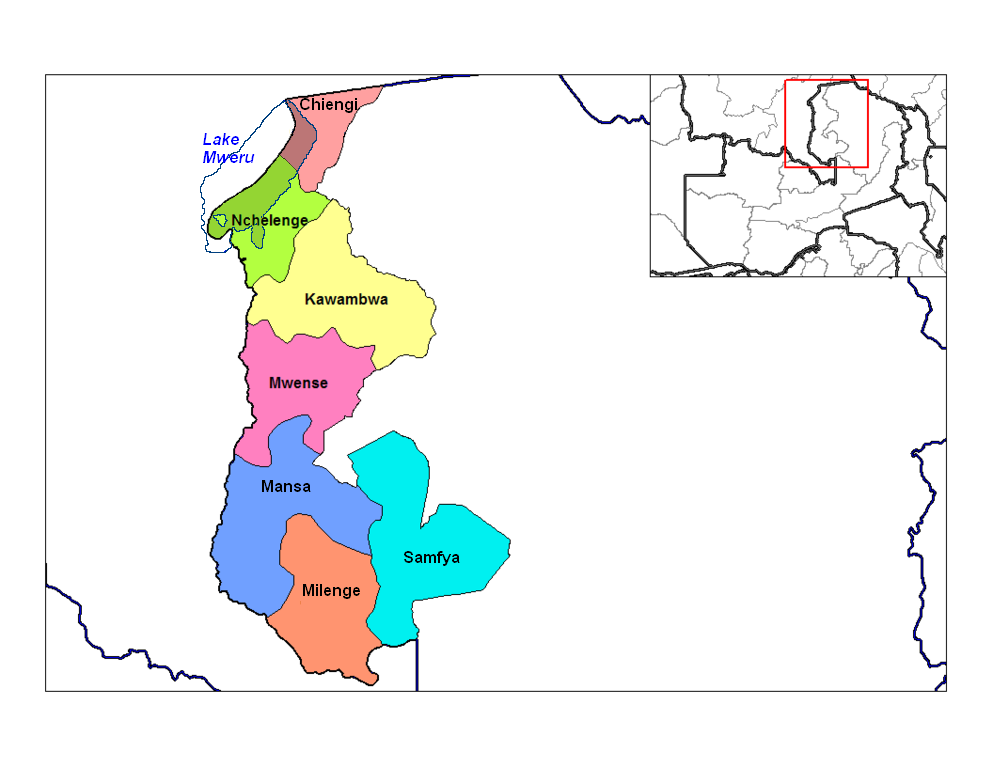
Районы провинции Луапула

Провинция Луапула подразделяется на 7 районов:
- Чиенги
- Кавамбва
- Манса
- Миленге
- Мвензе
- Нчеленге
- Самфья

## Экономика
Основная отрасль хозяйства провинции — рыболовство. В озёрах Бангвеулу и Мверу вылавливаются 40 % от всей продаваемой в Замбии рыбы. Крупнейшие рыбные рынки находятся в городах Самфья и Нчеленге. Главная транспортная артерия провинции — шоссе Самфья—Манса—Казембе-Нчеленге. По нему перевозятся медь и серебро из месторождений в ДР Конго дальше в южную Африку. По дороге регулярно ходят автобусы-экспрессы. 615 километров дороги заасфальтированы (от границы с Центральной провинцией до Кашикиши).